# Archidiecezja Lingayen-Dagupan
Archidiecezja Lingayen-Dagupan – diecezja rzymskokatolicka na Filipinach. Powstała w 1928 jako diecezja Lingayen. W 1954 przemianowana na diecezję Lingayen–Dagupan. Archidiecezja od 1963.

## Lista biskupów
- Cesar Ma. Guerrero(+): 1929–1937
- Mariano Madriaga(+): 1938–1973
- Federico G. Limon, SVD(+): 1973–1991
- Oscar Cruz (+): 1991–2009
- Socrates Villegas: od 2009